# Palaemonetes pugio
Palaemonetes pugio är en kräftdjursart som beskrevs av Lipke Bijdeley Holthuis 1949. Palaemonetes pugio ingår i släktet Palaemonetes och familjen Palaemonidae. Inga underarter finns listade i Catalogue of Life.

## Bildgalleri

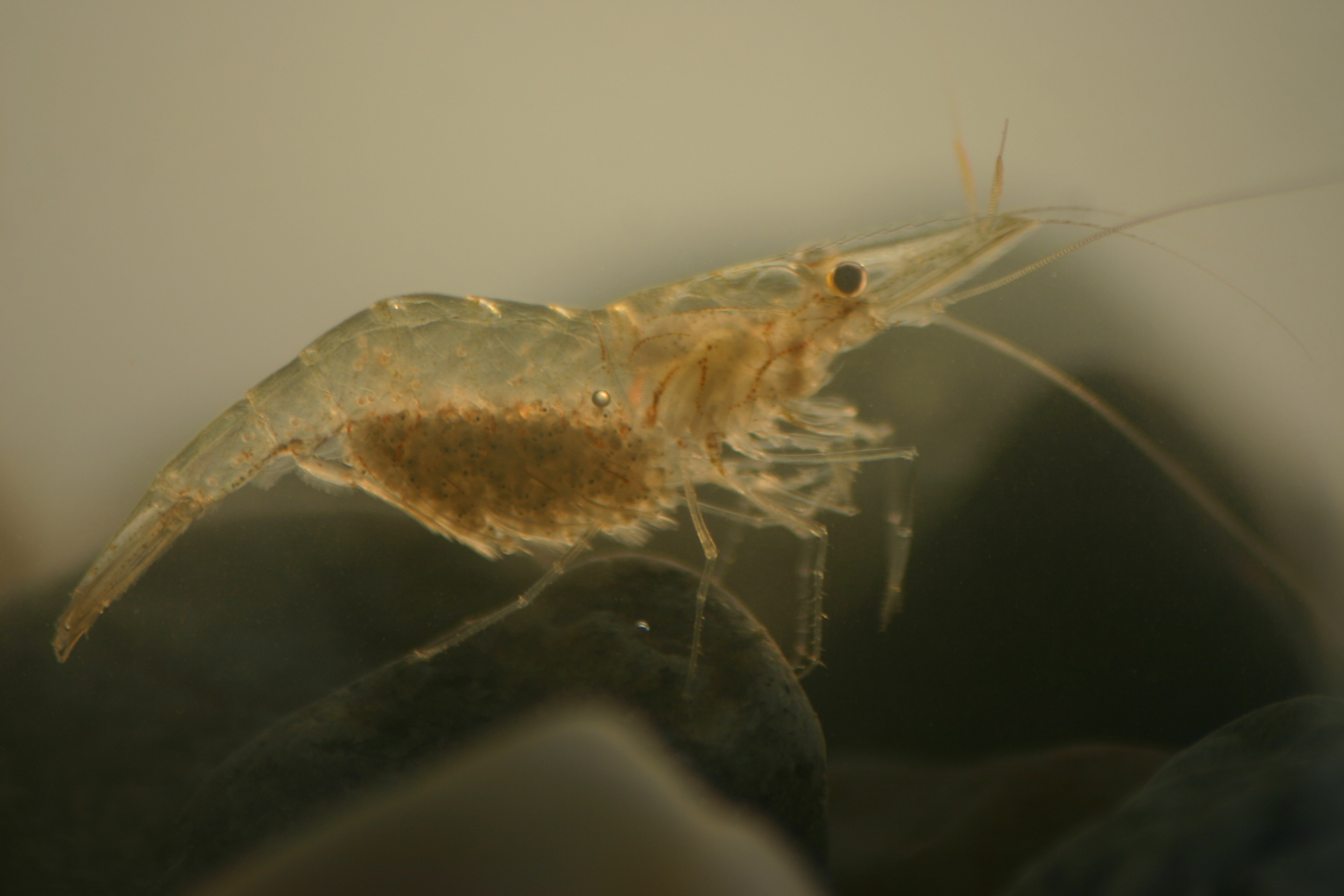